# تویفیلو مائولیدا
تویفیلو مائولیدا (انگلیسی: Toifilou Maoulida؛ زادهٔ ۸ ژوئن ۱۹۷۹) بازیکن فوتبال اهل فرانسه است.
از باشگاه‌هایی که در آن بازی کرده‌است می‌توان به باشگاه فوتبال المپیک مارسی، باشگاه فوتبال لانس، باشگاه فوتبال رن، باشگاه ورزشی مون‌پلیه، باشگاه فوتبال اوسر، باشگاه فوتبال باستیا، باشگاه فوتبال نیم المپیک، باشگاه فوتبال متس، و باشگاه فوتبال موناکو اشاره کرد.